# Demidiata
Demidiata (en rus: Демидята) és un poble del krai de Perm, a Rússia, que en el cens del 2010 tenia 2 habitants.